# Audi A5 8T
Der Audi A5 (interne Typbezeichnung „8T“) ist ein Pkw-Modell der Audi AG, welches zwischen 2007 und 2016 an zwei Produktionsstandorten gefertigt wurde. Während das Coupé und der Sportback inklusive deren S/RS-Modelle in Ingolstadt vom Band liefen, wurde das Cabrio (interne Typbezeichnung „8F“) in allen Ausführungen im Werk Neckarsulm gefertigt. Offiziell präsentiert wurde das von Walter Maria de Silva entworfene A5-Coupé am 6. März 2007 auf dem Genfer Auto-Salon.

## Geschichte
Der A5 basiert auf der Plattform des Audi A4, wurde jedoch schon ein halbes Jahr vor diesem präsentiert. Er erschien im Juni 2007 als Coupé (Typ AU484), um gegen das BMW-3er-Coupé und die Mercedes-Benz-CLK-Klasse anzutreten. Am 3. Dezember 2008 wurden das A5- und S5-Cabriolet (Typ AU485) präsentiert, das auf der Detroit Motor Show 2009 Publikums-Premiere feierte. Es löst die Cabriovariante des Audi A4 ab. Die A5-Reihe wurde zudem um eine fünftürige Schrägheckvariante mit dem Zusatz Sportback erweitert. Diese wurde auf der IAA im September 2009 offiziell vorgestellt. 2010 wurden nach Angaben des Kraftfahrt-Bundesamtes in Deutschland 23.415 Audi A5/S5 neu zugelassen, darunter 54,6 Prozent mit Dieselantrieb. 65,0 Prozent der Neuzulassungen fielen auf gewerbliche Halter. Seit der Saison 2012 setzt Audi in der DTM den Rennwagen Audi A5 DTM ein, dessen Karosserieform dem A5 nachempfunden ist.

## Modellvarianten
- Audi A5 Coupé (Juni 2007 – Juni 2016)
- Audi S5 Coupé (Juni 2007 – Juni 2016)
- Audi A5 Cabriolet (März 2009 – November 2016)
- Audi S5 Cabriolet (März 2009 – November 2016)
- Audi A5 Sportback (September 2009 – Oktober 2016)[4]
- Audi S5 Sportback (November 2009 – Oktober 2016)
- Audi RS5 Coupé (April 2010 bis Juni 2015)
- Audi RS5 Cabriolet (November 2012 bis Juni 2015)

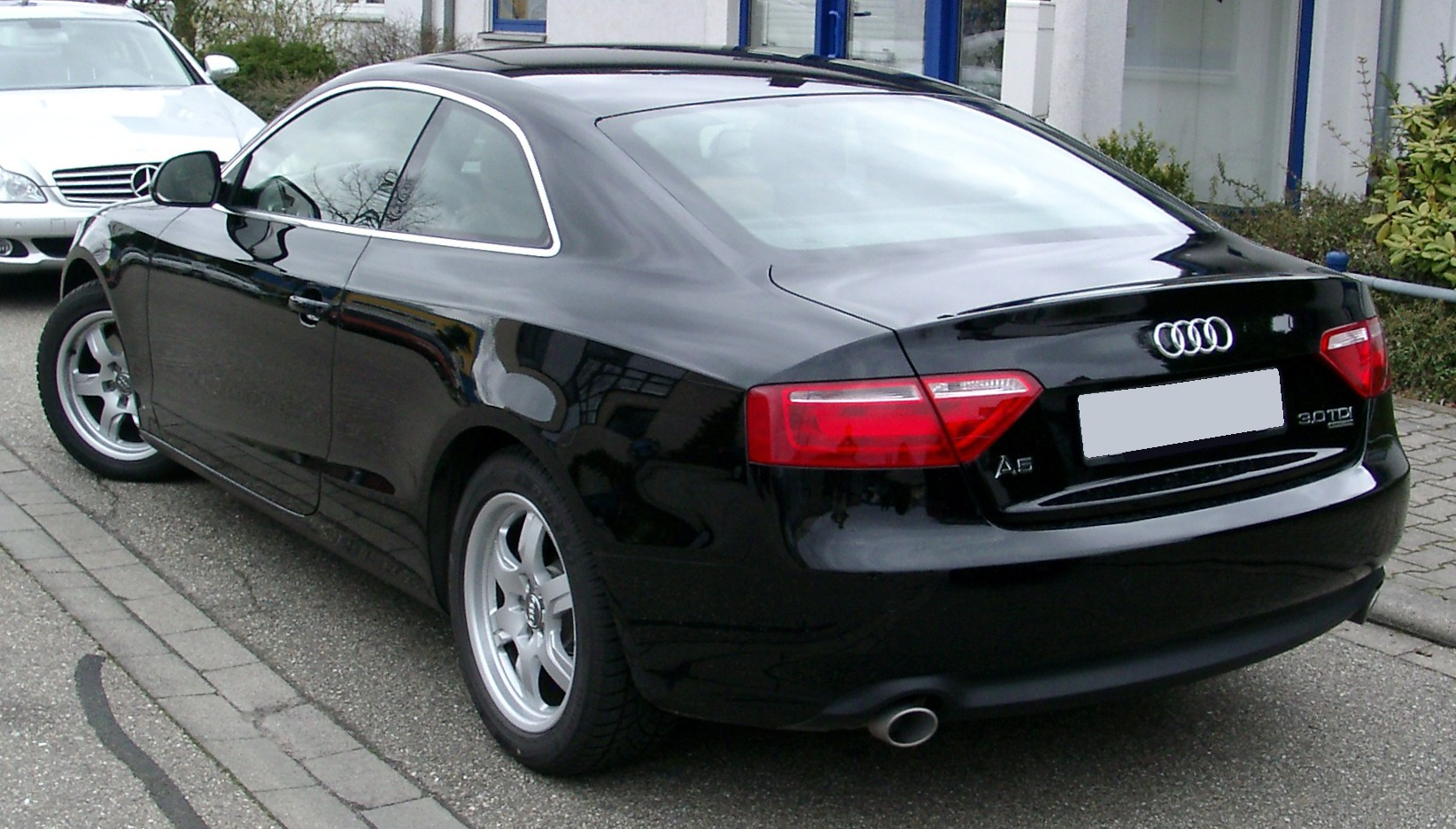
Heckansicht
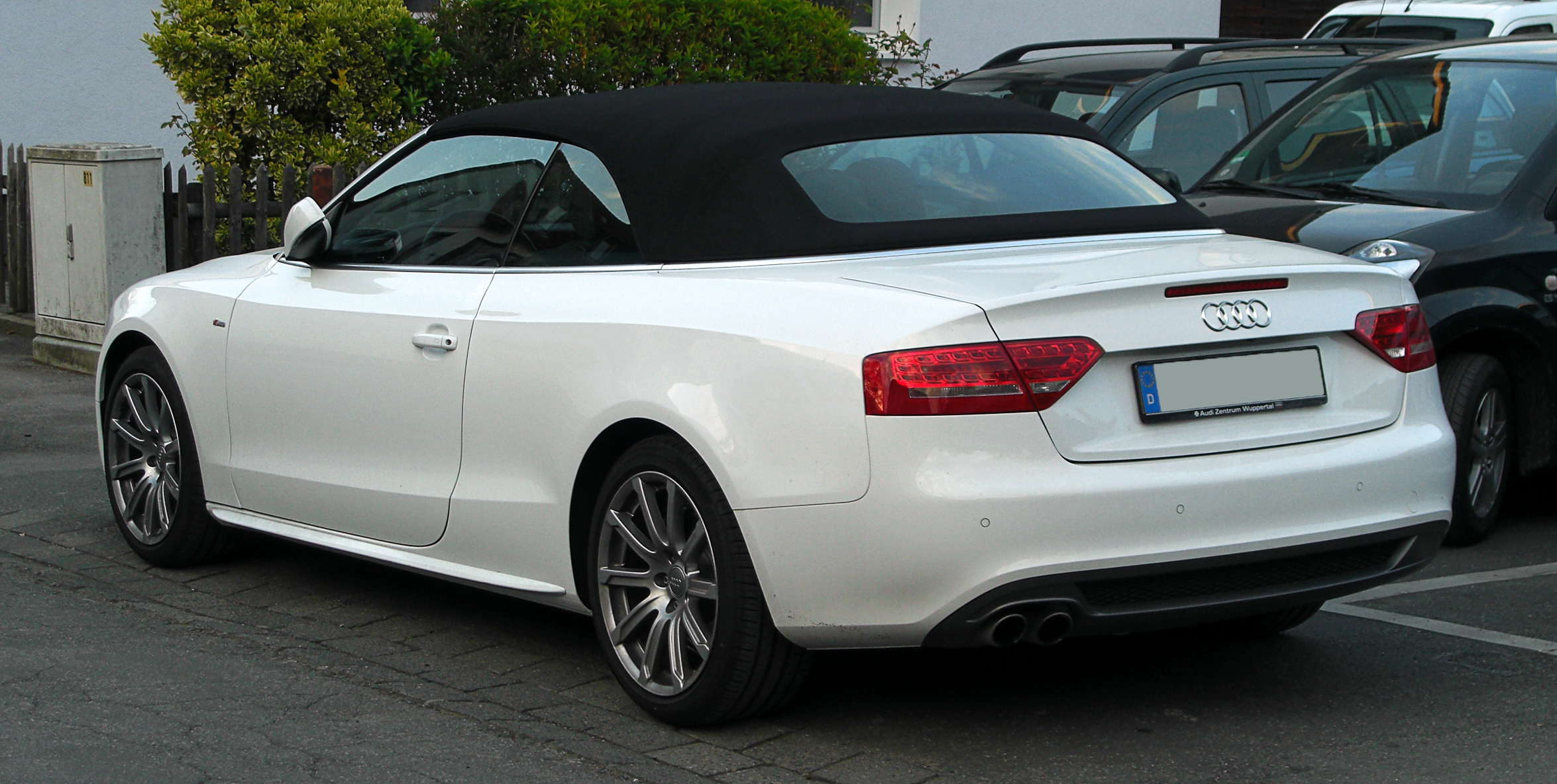
Audi A5 Cabrio (2009–2011)
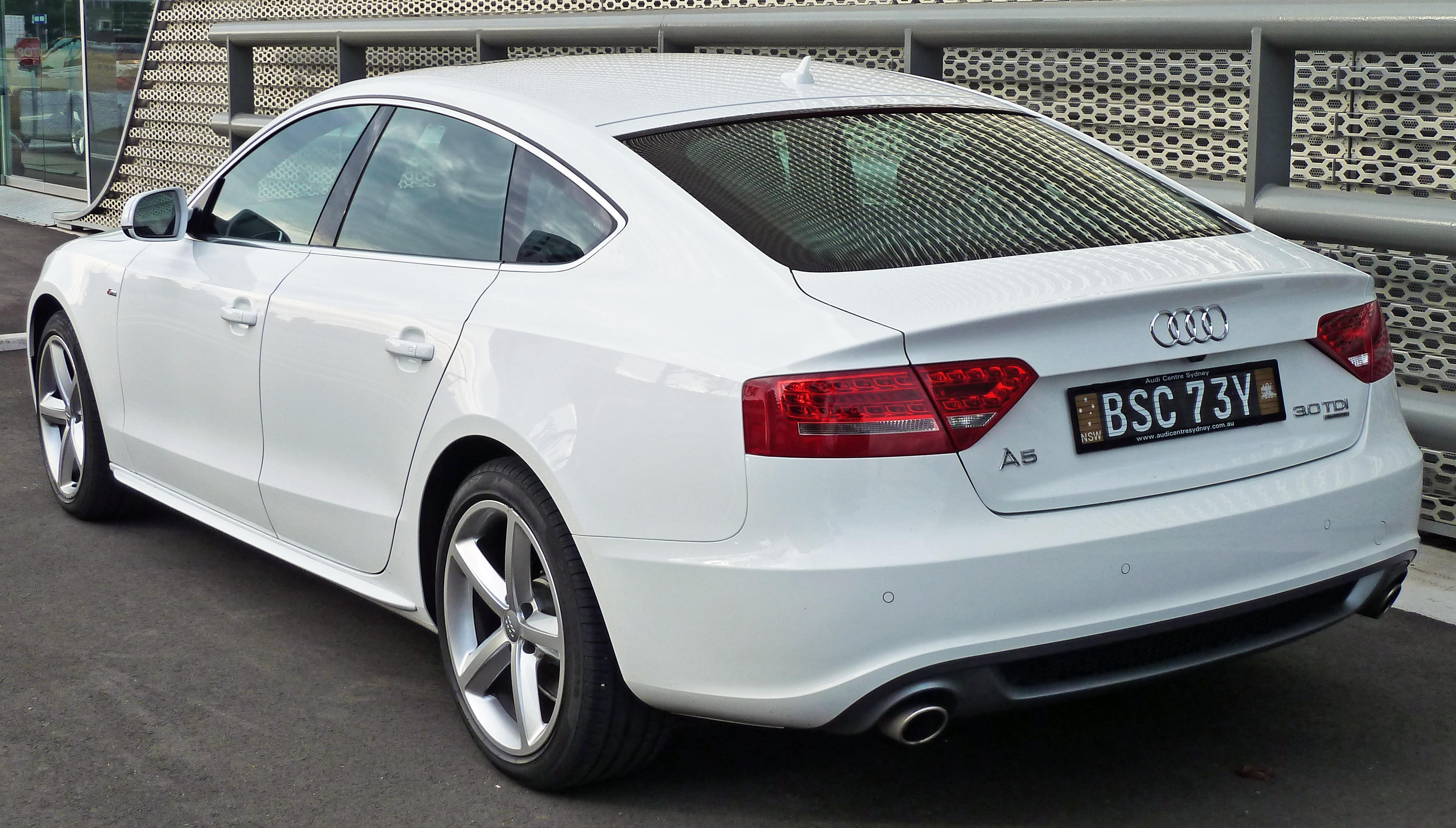
Audi A5 Sportback (2009–2011)

## Besonderheiten je nach Ausstattung
- Panorama-Glasausstelldach (im Coupé)
- Zweistufige Ventilhubsteuerung Audi valvelift im 2.0 TFSI (Auslassventil) und 3.2 FSI (Einlassventil)
- MMI-Infotainmentsystem
- Allradantrieb (quattro)
- LED-Tagfahrlicht (bei Xenon)
- Xenonlicht ab 140 kW (190 PS) serienmäßig, in Österreich und der Schweiz bei allen Modellen serienmäßig
- Mehrkanal-Tonsystem von Bang & Olufsen
- Autotelefon mit Unterstützung des SIM Access Profile
- Optionales Sport-Differential für die Hinterachse aus dem Audi S4 ab September 2009 bei Allradantrieb mit S tronic (3.0 TDI, V6-Ottomotoren, Audi RS5)

## Modellpflege
Im Juli 2011 stellte Audi die überarbeiteten Versionen aller Karosserievarianten vor, deren Markteinführung am 5. November 2011 stattfand.
Äußerlich ist diese überarbeitete Version unter anderem an der geschwungenen Unterkante der vorderen Scheinwerfer erkennbar. Seit dieser Modellpflege wird der 3.0 TDI in den zwei Leistungsstufen 150 kW (204 PS) und 180 kW (245 PS) angeboten, während der 2.7 TDI entfiel. Der 3,2-l-V6 wurde ebenfalls aus der Palette genommen und wurde durch einen 3.0 TFSI mit 200 kW (272 PS) und 400 Nm ersetzt. Die Leistung des 2.0 TDI wurde auf 130 kW (177 PS) und 380 Nm angehoben und ist nun auch mit Automatikgetriebe verfügbar. Bei den Ottomotoren entfiel der 2.0 TFSI mit 132 kW (179 PS) und der 1.8 TFSI leistet nun 125 kW (170 PS) anstatt 118 kW (160 PS).

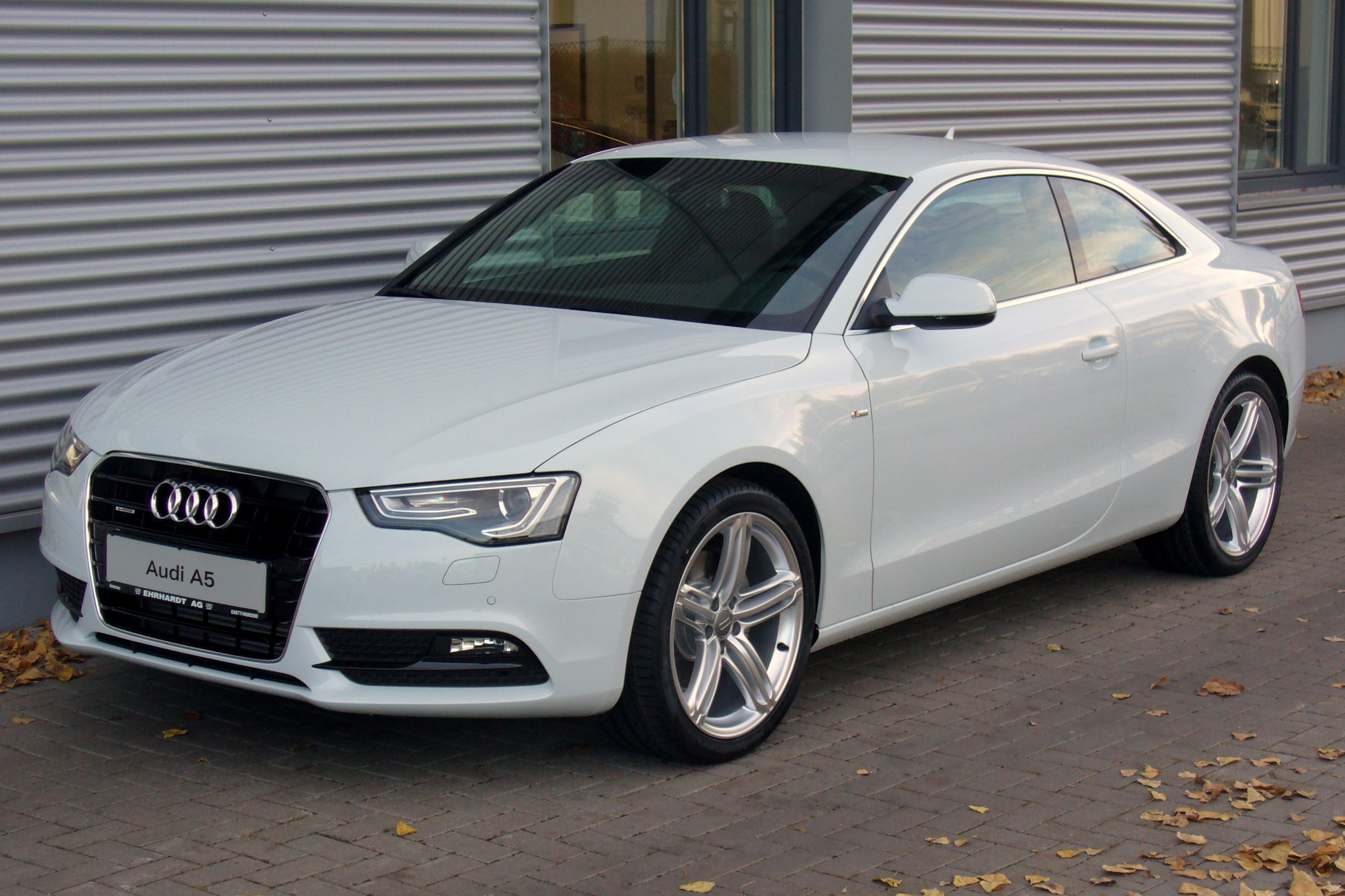
Audi A5 Coupé (2011–2016)
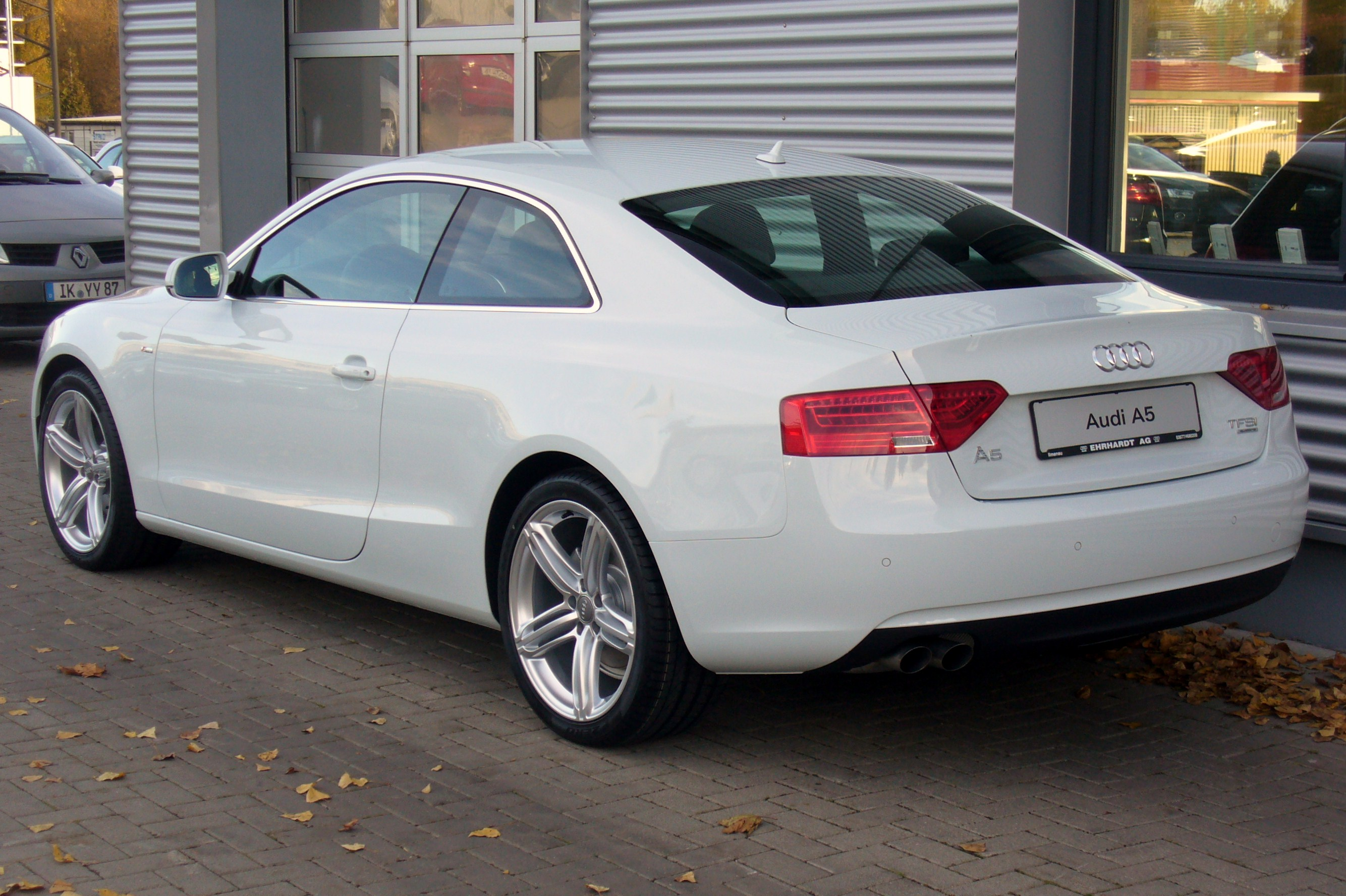
Heckansicht
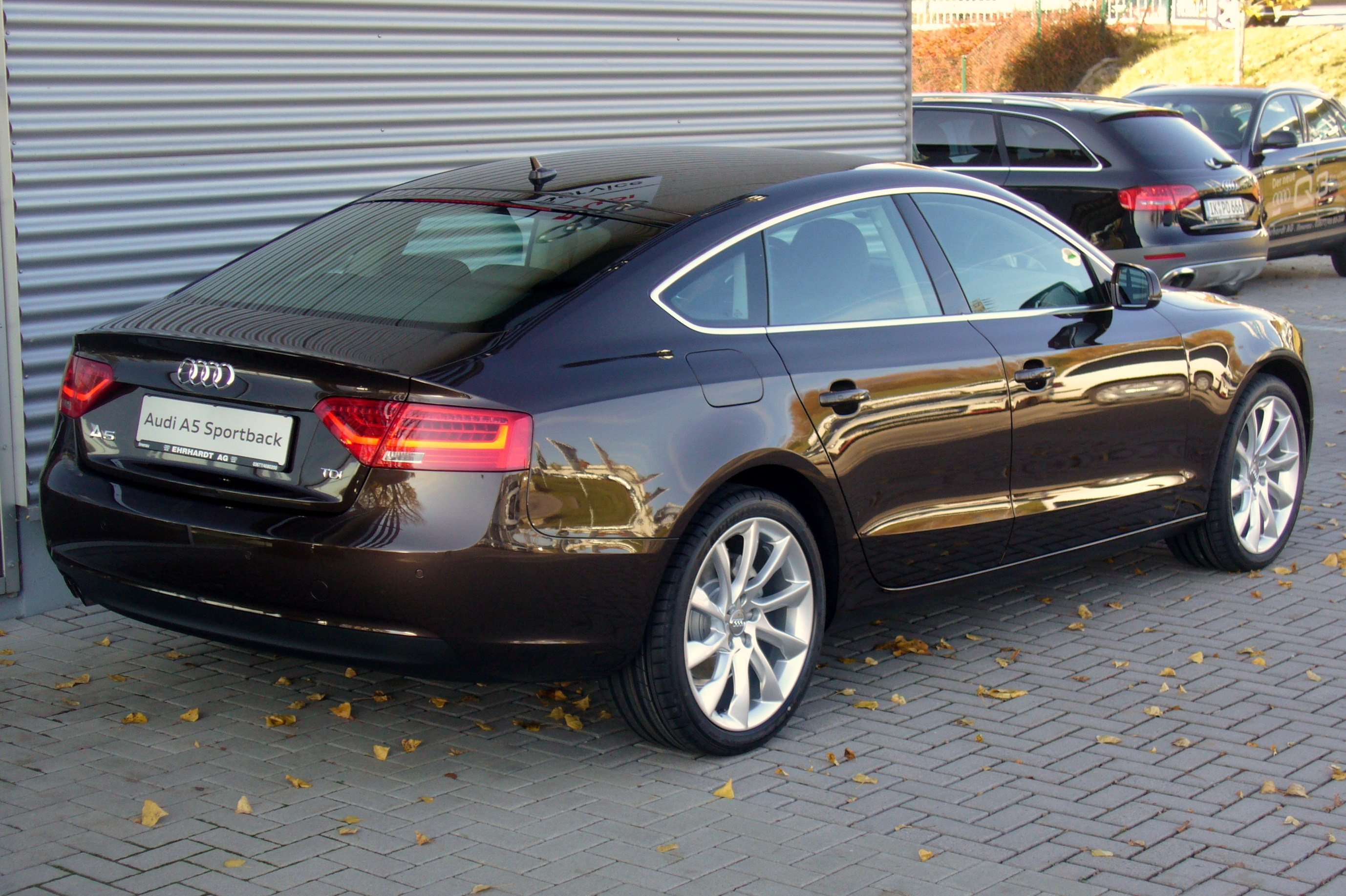
Audi A5 Sportback (2011–2016)

## Technische Daten

### Ottomotoren
|                                            | 1.8 TFSI 1                 | 1.8 TFSI                   | 1.8 TFSI 2                 | 1.8 TFSI                   | 1.8 TFSI                   | 2.0 TFSI                   | 2.0 TFSI                      | 2.0 TFSI                      | 2.0 TFSI                      | 3.0 TFSI                   | 3.0 TFSI (S5)              | 3.2 FSI               | 4.2 FSI (S5) 2          | 4.2 FSI (RS5) 3         |
| ------------------------------------------ | -------------------------- | -------------------------- | -------------------------- | -------------------------- | -------------------------- | -------------------------- | ----------------------------- | ----------------------------- | ----------------------------- | -------------------------- | -------------------------- | --------------------- | ----------------------- | ----------------------- |
| Bauzeitraum                                | 07/2014– 08/2016           | 04/2009– 07/2011           | 10/2007– 06/2008           | 07/2011– 04/2015           | 04/2015– 11/2016           | 06/2008– 07/2011           | 06/2008– 04/2013              | 04/2013– 08/2015              | 08/2015– 11/2016              | 11/2011– 11/2016           | 03/2009– 11/2016           | 03/2007– 11/2011      | 03/2007– 08/2011        | 04/2010– 06/2015        |
| Motorbaureihe                              | VW EA888                   | VW EA888                   | VW EA888                   | VW EA888                   | VW EA888                   | VW EA888                   | VW EA888                      | VW EA888                      | VW EA888                      | VW EA837                   | VW EA837                   | VW EA837              | VW EA824                | VW EA824                |
| MKB                                        | CJED                       | CDHB                       | CABD                       | CJEB                       | CJEE                       | CDNB, CAEA                 | CDNC, CAEB                    | CNCD                          | CNCE                          | CMUA                       | CCBA, 8 CREC, CAKA         | CALA                  | CAUA                    | CFSA                    |
| Motortyp                                   | Reihenbauart               | Reihenbauart               | Reihenbauart               | Reihenbauart               | Reihenbauart               | Reihenbauart               | Reihenbauart                  | Reihenbauart                  | Reihenbauart                  | V-Bauart                   | V-Bauart                   | V-Bauart              | V-Bauart                | V-Bauart                |
| Motoraufladung                             | Turbolader                 | Turbolader                 | Turbolader                 | Turbolader                 | Turbolader                 | Turbolader                 | Turbolader                    | Turbolader                    | Turbolader                    | Kompressor                 | Kompressor                 | —                     | —                       | —                       |
| Gemischaufbereitung                        | Direkteinspritzung         | Direkteinspritzung         | Direkteinspritzung         | Direkteinspritzung         | Direkteinspritzung         | Direkteinspritzung         | Direkteinspritzung            | Direkteinspritzung            | Direkteinspritzung            | Direkteinspritzung         | Direkteinspritzung         | Direkteinspritzung    | Direkteinspritzung      | Direkteinspritzung      |
| Zylinder/Ventile                           | 4/16                       | 4/16                       | 4/16                       | 4/16                       | 4/16                       | 4/16                       | 4/16                          | 4/16                          | 4/16                          | 6/24                       | 6/24                       | 6/24                  | 8/32                    | 8/32                    |
| Hubraum                                    | 1798 cm³                   | 1798 cm³                   | 1798 cm³                   | 1798 cm³                   | 1798 cm³                   | 1984 cm³                   | 1984 cm³                      | 1984 cm³                      | 1984 cm³                      | 2995 cm³                   | 2995 cm³                   | 3197 cm³              | 4163 cm³                | 4163 cm³                |
| max. Leistung bei min−1                    | 106 kW (144 PS)/ 3700–6200 | 118 kW (160 PS)/ 4500–6200 | 125 kW (170 PS)/ 4800–6200 | 125 kW (170 PS)/ 3800–6200 | 130 kW (177 PS)/ 4000–6200 | 132 kW (180 PS)/ 4000–6000 | 155 kW (211 PS)/ 4300–6000    | 165 kW (224 PS)/ 4700–6200 4  | 169 kW (230 PS)/ 4700–6200    | 200 kW (272 PS)/ 4780–6500 | 245 kW (333 PS)/ 5500–7000 | 195 kW (265 PS)/ 6500 | 260 kW (354 PS)/ 7000   | 331 kW (450 PS)/ 8250   |
| max. Drehmoment bei min−1                  | 280 Nm/ 1300–3600          | 250 Nm/ 1500–4500          | 250 Nm/ 1500–4800          | 320 Nm/ 1400–3700          | 320 Nm/ 1400–3850          | 320 Nm/ 1500–3900          | 350 Nm/ 1500–4200             | 350 Nm/ 1500–4200             | 350 Nm/ 1500–4500             | 400 Nm/ 2150–4780          | 440 Nm/ 2900–5300          | 330 Nm/ 3000–5000     | 440 Nm/ 3500            | 430 Nm/ 4000–6000       |
| Antriebsart, Serie                         | Vorderradantrieb           | Vorderradantrieb           | Vorderradantrieb           | Vorderradantrieb           | Vorderradantrieb           | Vorderradantrieb           | Vorderradantrieb              | Vorderradantrieb              | Vorderradantrieb              | Allradantrieb              | Allradantrieb              | Vorderradantrieb      | Allradantrieb           | Allradantrieb           |
| Antriebsart, optional                      | —                          | —                          | —                          | —                          | —                          | —                          | Allradantrieb                 | Allradantrieb                 | Allradantrieb                 | ––                         | ––                         | Allradantrieb         | ––                      | ––                      |
| Getriebeart, Serie                         | 6-Gang-Schaltgetriebe      | 6-Gang-Schaltgetriebe      | 6-Gang-Schaltgetriebe      | 6-Gang-Schaltgetriebe      | 6-Gang-Schaltgetriebe      | 6-Gang-Schaltgetriebe      | 6-Gang-Schaltgetriebe         | 6-Gang-Schaltgetriebe         | 6-Gang-Schaltgetriebe         | 7-Gang-S-tronic            | 7-Gang-S-tronic            | 6-Gang-Schaltgetriebe | 6-Gang-Schaltgetriebe   | 7-Gang-S-tronic         |
| Getriebeart, optional                      | multitronic                | multitronic                | multitronic                | multitronic                | multitronic                | multitronic                | multitronic/7-Gang-S-tronic 5 | multitronic/7-Gang-S-tronic 5 | multitronic/7-Gang-S-tronic 5 | —                          | —                          | multitronic 6         | 6-Gang-tiptronic        | —                       |
| Leergewicht                                | 1565–1600 kg               | 1495–1720 kg               | 1470–1510 kg               | 1500–1730 kg               | 1500–1730 kg               | 1505–1730 kg               | 1505–1810 kg                  | 1505–1810 kg                  | 1505–1690 kg                  | 1725–1925 kg               | 1750–1955 kg               | 1575–1860 kg          | 1705–1750 kg            | 1790–1995 kg            |
| max. Zuladung                              | 550 kg                     | 500–530 kg                 | 500 kg                     | 500–550 kg                 | 500–550 kg                 | 500–530 kg                 | 500–550 kg                    | 500–550 kg                    | 500–550 kg                    | 500–550 kg                 | 500–550 kg                 | 500–530 kg            | 500 kg                  | 500 kg                  |
| Beschleunigung, 0–100 km/h                 | 9,3 s                      | 8,6–9,9 s                  | 8,4–8,6 s                  | 7,9–8,9 s                  | 7,9–8,9 s                  | 7,8–8,9 s                  | 6,4–7,9 s                     | 6,4–7,6 s                     | 6,4–7,4 s                     | 5,8–6,3 s                  | 4,9–5,6 s                  | 6,1–7,2 s             | 5,1–5,4 s               | 4,5–4,9 s               |
| Höchst- geschwindigkeit                    | 220 km/h                   | 210–226 km/h               | 218–228 km/h               | 213–230 km/h               | 214–231 km/h               | 219–236 km/h               | 233–250 km/h                  | 235–250 km/h                  | 246–250 km/h                  | 250 km/h (abgeregelt)      | 250 km/h (abgeregelt)      | 246–250 km/h          | 250 km/h (abgeregelt) 7 | 250 km/h (abgeregelt) 7 |
| Kraftstoffverbrauch auf 100 km, kombiniert | 5,8–5,9 l Super            | 7,1–7,5 l Super            | 7,1–7,4 l Super            | 5,7–6,2 l Super            | 5,5–6,0 l Super            | 6,4–7,4 l Super            | 6,0–7,7 l Super               | 5,8–6,9 l Super               | 6,0–7,2 l Super               | 7,5–8,5 l Super            | 7,7–9,7 l Super            | 8,2–9,5 l Super       | 10,7–12,4 l Super plus  | 10,5–10,7 l Super plus  |
| CO2-Emission                               | 136 g/km                   | 164–174 g/km               | 169–174 g/km               | 134–143 g/km               | 128–139 g/km               | 149–174 g/km               | 140–179 g/km                  | 136–159 g/km                  | 136–160 g/km                  | 174–199 g/km               | 178–224 g/km               | 192–220 g/km          | 249–298 g/km            | 246–249 g/km            |
| Abgasnorm                                  | Euro 6                     | Euro 5                     | Euro 4                     | Euro 6 8                   | Euro 6                     | Euro 5                     | Euro 5                        | Euro 6                        | Euro 6                        | Euro 6 9                   | Euro 6 9                   | Euro 5                | Euro 5                  | Euro 5                  |

### Dieselmotoren
|                                            | 2.0 TDI 1.                 | 2.0 TDI ultra 1.           | 2.0 TDI 1.               | 2.0 TDI 2.               | 2.0 TDI 2.               | 2.0 TDI 2.                 | 2.0 TDI ultra 3.           | 2.0 TDI                  | 2.0 TDI                        | 2.0 TDI                        | 2.7 TDI                       | 3.0 TDI                    | 3.0 TDI                    | 3.0 TDI                    | 3.0 TDI                    | 3.0 TDI                    |
| ------------------------------------------ | -------------------------- | -------------------------- | ------------------------ | ------------------------ | ------------------------ | -------------------------- | -------------------------- | ------------------------ | ------------------------------ | ------------------------------ | ----------------------------- | -------------------------- | -------------------------- | -------------------------- | -------------------------- | -------------------------- |
| Bauzeitraum                                | 01/2015– 08/2016           | 02/2014– 08/2016           | 11/2013– 03/2015         | 09/2009– 04/2013         | 04/2013– 03/2015         | 03/2014– 11/2016           | 02/2014– 08/2016           | 11/2008– 07/2011         | 07/2011– 03/2014               | 03/2014– 11/2016               | 03/2007– 07/2011              | 07/2011– 03/2015           | 04/2015– 11/2016           | 03/2007– 07/2011           | 07/2011– 03/2015           | 11/2011– 11/2016           |
| Motorbaureihe                              | VW EA288                   | VW EA189                   | VW EA189                 | VW EA189                 | VW EA288                 | VW EA288                   | VW EA189                   | VW EA189                 | VW EA189                       | VW EA288                       | VW EA896                      | VW EA896G2                 | VW EA896G2                 | VW EA896                   | VW EA896G2                 | VW EA896G2                 |
| MKB                                        | CSUB                       | CJCB                       | CAGB                     | CAGA, CMEA               | CJCD                     | CSUA                       | CAHB                       | CAHA                     | CGLC                           | CNHA                           | CAMA, CGKA                    | CLAB                       | CKVD                       | CAPA, CCWA                 | CDUC                       | CKVB, CKVC                 |
| Motortyp                                   | Reihenbauart               | Reihenbauart               | Reihenbauart             | Reihenbauart             | Reihenbauart             | Reihenbauart               | Reihenbauart               | Reihenbauart             | Reihenbauart                   | Reihenbauart                   | V-Bauart                      | V-Bauart                   | V-Bauart                   | V-Bauart                   | V-Bauart                   | V-Bauart                   |
| Motoraufladung                             | Turbolader                 | Turbolader                 | Turbolader               | Turbolader               | Turbolader               | Turbolader                 | Turbolader                 | Turbolader               | Turbolader                     | Turbolader                     | Turbolader                    | Turbolader                 | Turbolader                 | Turbolader                 | Turbolader                 | Turbolader                 |
| Gemischaufbereitung                        | Common-Rail-Einspritzung   | Common-Rail-Einspritzung   | Common-Rail-Einspritzung | Common-Rail-Einspritzung | Common-Rail-Einspritzung | Common-Rail-Einspritzung   | Common-Rail-Einspritzung   | Common-Rail-Einspritzung | Common-Rail-Einspritzung       | Common-Rail-Einspritzung       | Common-Rail-Einspritzung      | Common-Rail-Einspritzung   | Common-Rail-Einspritzung   | Common-Rail-Einspritzung   | Common-Rail-Einspritzung   | Common-Rail-Einspritzung   |
| Zylinder/Ventile                           | 4/16                       | 4/16                       | 4/16                     | 4/16                     | 4/16                     | 4/16                       | 4/16                       | 4/16                     | 4/16                           | 4/16                           | 6/24                          | 6/24                       | 6/24                       | 6/24                       | 6/24                       | 6/24                       |
| Hubraum                                    | 1968 cm³                   | 1968 cm³                   | 1968 cm³                 | 1968 cm³                 | 1968 cm³                 | 1968 cm³                   | 1968 cm³                   | 1968 cm³                 | 1968 cm³                       | 1968 cm³                       | 2698 cm³                      | 2967 cm³                   | 2967 cm³                   | 2967 cm³                   | 2967 cm³                   | 2967 cm³                   |
| max. Leistung bei min−1                    | 100 kW (136 PS)/ 3000–4400 | 100 kW (136 PS)/ 3000–4400 | 100 kW (136 PS)/ 4200    | 105 kW (143 PS)/ 4200    | 110 kW (150 PS)/ 4200    | 110 kW (150 PS)/ 3250–4200 | 120 kW (163 PS)/ 3000–4200 | 125 kW (170 PS)/ 4200    | 130 kW (177 PS)/ 4200          | 140 kW (190 PS)/ 3800–4200     | 140 kW (190 PS)/ 3500–4400 4. | 150 kW (204 PS)/ 3500–4500 | 160 kW (218 PS)/ 3250–4500 | 176 kW (240 PS)/ 4000–4400 | 180 kW (245 PS)/ 4000–4500 | 180 kW (245 PS)/ 4000–4500 |
| max. Drehmoment bei min−1                  | 320 Nm/ 1500–3000          | 320 Nm/ 1500–3000          | 320 Nm/ 1750–2500        | 320 Nm/ 1750–2500        | 320 Nm/ 1750–2500        | 320 Nm/ 1500–3250          | 400 Nm/ 1750–2750          | 350 Nm/ 1750–2500        | 380 Nm/ 1750–2500              | 400 Nm/ 1750–3000              | 400 Nm/ 1400–3250 4.          | 400 Nm/ 1250–3500          | 500 Nm/ 1400–3000          | 500 Nm/ 1500–3000          | 500 Nm/ 1400–3250          | 580 Nm/ 1750–2500 5.       |
| Antriebsart, Serie                         | Vorderradantrieb           | Vorderradantrieb           | Vorderradantrieb         | Vorderradantrieb         | Vorderradantrieb         | Vorderradantrieb           | Vorderradantrieb           | Vorderradantrieb         | Vorderradantrieb               | Vorderradantrieb               | Vorderradantrieb              | Vorderradantrieb           | Allradantrieb              | Allradantrieb              | Allradantrieb              | Allradantrieb              |
| Antriebsart, Option                        | —                          | —                          | —                        | —                        | —                        | —                          | —                          | Allradantrieb            | Allradantrieb                  | Allradantrieb                  | —                             | —                          | —                          | —                          | —                          | —                          |
| Getriebeart, Serie                         | multitronic                | 6-Gang-Schaltgetriebe      | 6-Gang-Schaltgetriebe    | 6-Gang-Schaltgetriebe    | 6-Gang-Schaltgetriebe    | 6-Gang-Schaltgetriebe      | 6-Gang-Schaltgetriebe      | 6-Gang-Schaltgetriebe    | 6-Gang-Schaltgetriebe          | 6-Gang-Schaltgetriebe          | 6-Gang-Schaltgetriebe         | 6-Gang-Schaltgetriebe      | 7-Gang-S-tronic            | 6-Gang-Schaltgetriebe      | 6-Gang-Schaltgetriebe      | 7-Gang-S-tronic            |
| Getriebeart, Option                        | —                          | —                          | multitronic              | multitronic 3.           | multitronic 3.           | multitronic 3.             | —                          | —                        | multitronic/7-Gang-S-tronic 6. | multitronic/7-Gang-S-tronic 6. | multitronic                   | multitronic                | —                          | 7-Gang-S-tronic 7.         | 7-Gang-S-tronic            | —                          |
| Leergewicht                                | 1680 kg                    | 1655 kg                    | 1595–1615 kg             | 1590–1730 kg             | 1590–1730 kg             | 1655–1785 kg               | 1605–1660 kg               | 1550–1730 kg             | 1545–1795 kg                   | 1600–1820 kg                   | 1625–1860 kg                  | 1615–1835 kg               | 1755–1955 kg               | 1695–1935 kg               | 1680–1920 kg               | 1715–1975 kg               |
| max. Zuladung                              | 550 kg                     | 550 kg                     | 550 kg                   | 500–550 kg               | 500–550 kg               | 500–550 kg                 | 500–550 kg                 | 500–530 kg               | 500–550 kg                     | 500–550 kg                     | 500–530 kg                    | 500–550 kg                 | 500–550 kg                 | 500–530 kg                 | 500–550 kg                 | 500–550 kg                 |
| Beschleunigung, 0–100 km/h                 | 9,4 s                      | 9,5 s                      | 9,4–9,5 s                | 9,4–10,2 s               | 9,4–10,2 s               | 9,4–10,2 s                 | 8,3–8,6 s                  | 8,2–9,3 s                | 7,8–8,5 s                      | 7,3–8,3 s                      | 7,6–8,6 s                     | 7,1–7,8 s                  | 6,2–6,8 s                  | 5,9–6,4 s                  | 5,8–6,3 s                  | 5,7–6,3 s                  |
| Höchst- geschwindigkeit                    | 204 km/h                   | 212 km/h                   | 204–212 km/h             | 205–212 km/h             | 205–212 km/h             | 205–212 km/h               | 221–225 km/h               | 222–230 km/h             | 220–230 km/h                   | 230–240 km/h                   | 222–239 km/h                  | 226–244 km/h               | 235–243 km/h               | 247–250 km/h               | 250 km/h (abgeregelt)      | 250 km/h (abgeregelt)      |
| Kraftstoffverbrauch auf 100 km, kombiniert | 4,6 l Diesel               | 4,2 l Diesel               | 4,4–4,8 l Diesel         | 4,5–5,8 l Diesel         | 4,5–4,8 l Diesel         | 4,5–4,7 l Diesel           | 4,2–4,3 l Diesel           | 5,1–5,9 l Diesel         | 4,6–5,4 l Diesel               | 4,5–5,1 l Diesel               | 6,0–6,7 l Diesel              | 4,9–5,2 l Diesel           | 5,8–6,2 l Diesel           | 6,6–7,2 l Diesel           | 5,7–5,9 l Diesel           | 5,7–5,9 l Diesel           |
| CO2-Emissionen                             | 119 g/km                   | 109 g/km                   | 117–127 g/km             | 119–152 g/km             | 119–127 g/km             | 118–123 g/km               | 109–111 g/km               | 134–155 g/km             | 120–142 g/km                   | 117–135 g/km                   | 159–179 g/km                  | 129–138 g/km               | 149–164 g/km               | 172–191 g/km               | 149–154 g/km               | 149–155 g/km               |
| Abgasnachbehandlung                        | Dieselrußpartikelfilter    | Dieselrußpartikelfilter    | Dieselrußpartikelfilter  | Dieselrußpartikelfilter  | Dieselrußpartikelfilter  | Dieselrußpartikelfilter    | Dieselrußpartikelfilter    | Dieselrußpartikelfilter  | Dieselrußpartikelfilter        | Dieselrußpartikelfilter        | Dieselrußpartikelfilter       | Dieselrußpartikelfilter    | Dieselrußpartikelfilter    | Dieselrußpartikelfilter    | Dieselrußpartikelfilter    | Dieselrußpartikelfilter    |
| Abgasnorm                                  | Euro 6                     | Euro 6                     | Euro 5                   | Euro 5                   | Euro 5                   | Euro 6                     | Euro 6                     | Euro 5                   | Euro 5                         | Euro 6                         | Euro 5                        | Euro 5                     | Euro 6                     | Euro 4–Euro 5              | Euro 4–Euro 5              | Euro 6                     |